# Pisarski
Pisarski je priimek več oseb:
- Boris Romanovič Pisarski, sovjetski general
- Józef Pisarski, poljski boksar